# عبدالوحید کاکر
عبدالوحید کاکر (انگلیسی: Abdul_Waheed_Kakar؛ زاده ۲۰ مارس ۱۹۳۷) یک فرد نظامی است.